# Tirgan
Tirgan, också känd som Jashn-e Tiregân (Persiska: جشن تیرگان), är en gammal persisk midsommarfest som firas till vattnets ära. Tirgan hörde till årets viktigaste högtider i det antika persiska riket och firas fortfarande på vissa håll i Iran, mestadels i regionerna Mazandaran och Arak där både muslimer och zoroaster deltar i festligheterna. För zoroaster har festligheterna också en religiös betydelse. Den firas den trettonde dagen i den iranska månaden Tir vilket motsvarade den 3 eller 4 juli och har dokumenterats av flera historiker som Biruni och Ali al-Masudi men också flera europeiska historiker som rest genom området vid tidpunkten.
Det finns en legend som berättar att Iran och Turan låg i krig. Turan hade ockuperat allt land fram till Demavend, men led av att det inte regnade. De erbjöd då perserna att skjuta en pil och där pilen hamnade skulle den nya gränsen mellan de två länderna dras. När persern Āraŝe Kamāngir hade skjutit pilen blev det fred mellan länderna och regnet återkom. Detta ska då vara bakgrunden till festen.

## Tirganfestivalen i Stockholm
Tirganfestivalen firas årligen på Huvudstafältet i Solna i Stockholm sedan 2012 och räknas som en av Sveriges största kulturfester.Mall:In Den äger rum lördagen sista veckan i juni eller första veckan juli. Tirgan arrangeras för att sprida kännedom om iransk kultur. 